# Pentlepoir
Pentlepoir är en by i Pembrokeshire i Wales. Byn är belägen 110,7 km 
från Cardiff. Orten har 1 238 invånare (2016).